# 李滋
李滋（844年—863年），唐朝皇子，是唐宣宗的第四子，母吴氏。
会昌六年（846年），李滋被他父亲唐宣宗封为夔王，住在大明宫内院。李滋是宣宗最喜爱的儿子，宣宗有意由他继位，却碍于其非长子未确立为皇太子。宣宗临终将李滋托付于内枢密使王归长、马公儒、宣徽南院使王居方，三人矫诏欲出支持宣宗长子郓王李温的左神策护军中尉王宗实为淮南监军，王宗实起初欲赴任，但在左神策副使亓元实提醒下入宫面圣验证诏命真伪，发现宣宗已崩。于是王宗实矫诏以郓王为皇太子，即位为唐懿宗，而王归长等皆被杀。咸通四年，夔王李滋薨。
而《新唐书》则据《旧唐书·昭宗纪》《德王𥙿传》为李滋补传如下：乾宁三年（896年），被改封为通王的李滋与睦王李倚、济王、韶王、彭王、韩王、沂王、陈王领侍卫诸军，统安圣、奉宸、保宁、安化军卫京师。镇国军节度使韩建威胁唐昭宗，说八王擅权。遂解除兵权，归于十六宅。嗣延王李戒丕、嗣丹王李允往见河东节度使李克用，韩建讨厌他们。乾宁四年（897年）八月，韩建与刘季述矫诏攻十六宅，将十一王带到石堤谷，一起诛杀。
但是于琮所撰《唐故夔王李滋墓志》亦载夔王李滋卒于咸通四年，可见《旧唐书》正确，而《新唐书》误将通王与夔王李滋混为一人。
　　